# 11-es busz (Eger)
Az egri 11-es jelzésű autóbusz Lajosváros és Felnémet, Béke út között közlekedik. A viszonylatot a Volánbusz üzemelteti.

## Útvonala
| Felnémet, Béke út felé | Lajosváros felé |
| --- | --- |
| Lajosváros vá. – Mátyás király út – Deák Ferenc utca – Eszterházy tér – Törvényház utca – Barkóczy utca – Csiky Sándor utca – Széchenyi István utca – Ráckapu tér – II. Rákóczi Ferenc utca – Egri utca – Kovács Jakab utca – Felvégi utca – Pásztorvölgy utca – Béke utca – Felnémet, Béke út vá. | Felnémet, Béke út vá. – Pásztorvölgy utca – Felvégi utca – Kovács Jakab utca – Egri utca – II. Rákóczi Ferenc utca – Ráckapu tér – Széchenyi István utca – Csiky Sándor utca – Barkóczy utca – Eszterházy tér – Deák Ferenc utca – Mátyás király út – Lajosváros vá. |

## Megállóhelyei
| 11 (Lajosváros – Felnémet, Béke út) |                                   |          | |
| Perc (↓)                            | Megállóhely                       | Perc (↑) | Megállóhelyet érintő járatok                                                                        |
| 0                                   | Lajosváros végállomás             | 29       | 3, 3A, 4, 6, 12, 13, 14, 14E, 16                                                                    |
| ∫                                   | Mátyás király út                  | 28       | 3, 3A, 6, 12, 13, 14, 14E, 113                                                                      |
| ∫                                   | Veres Péter út                    | 27       | 3, 3A, 6, 12, 13, 14, 14E, 113                                                                      |
| 1                                   | Tompa utca                        | 26       | 3, 3A, 6, 12, 13, 14, 14E, 16, 112, 113, 3410 Helyközi buszok Távolsági járatok                     |
| 3                                   | Aradi út                          | 25       | 3, 3A, 6, 12, 13, 14, 14E, 16, 112, 113, 3410                                                       |
| 4                                   | Nagyváradi út                     | 24       | 3, 3A, 6, 12, 13, 14, 14E, 16, 112, 113, 3410 Helyközi buszok Távolsági járatok                     |
| 5                                   | Galagonyás utca                   | 23       | 3, 3A, 6, 12, 13, 14, 14E, 16, 112, 113, 3410                                                       |
| ∫                                   | Széna tér                         | 22       | 3, 3A, 6, 12, 13, 14, 14E, 112, 113, 3410                                                           |
| 7                                   | Vasútállomás, bejárati út         | 21       | 12, 13, 14, 14E, 112, 113, 3410 Helyközi buszok Távolsági járatok                                   |
| 8                                   | Sportpálya, bejárati út           | ∫        | 2, 2A, 12, 14, 14E, 112, 3410 Helyközi buszok                                                       |
| 10                                  | Színház                           | 19       | 2, 2A, 7, 7A, 12, 14, 14E, 112, 3410 Helyközi buszok Távolsági járatok                              |
| ∫                                   | Bazilika                          | 18       | 2, 2A, 4, 5, 5A, 6, 7, 7A, 12, 14, 14E, 112, 3405, 3406, 3410                                       |
| 12                                  | Autóbusz-állomás                  | 17       | 2, 2A, 4, 5, 5A, 6, 7, 7A, 12, 14, 14E, 16, 112, 3405, 3406, 3410 Helyközi buszok Távolsági járatok |
| 14                                  | Dobó Gimnázium                    | 15       | 2, 2A, 5, 5A, 6, 7, 7A, 12, 14, 14E, 16, 112, 3405, 3406 Távolsági járatok                          |
| 16                                  | Tűzoltó tér                       | 13       | 2, 2A, 5, 5A, 6, 7, 7A, 12, 14, 14E, 16, 112, 3405, 3406                                            |
| 17                                  | Ráckapu tér                       | ∫        | 14, 14E                                                                                             |
| 18                                  | Garzonház                         | 11       | 4, 7, 13, 14, 14E, 113, 3410 Helyközi buszok                                                        |
| 20                                  | Kővágó tér                        | 10       | 4, 7, 13, 14, 14E, 113, 3410 Helyközi buszok Távolsági járatok                                      |
| 21                                  | Shell kút                         | 9        | 4, 7, 12, 13, 14, 14E, 112, 113, 3410 Helyközi buszok                                               |
| 23                                  | Nagylapos                         | 7        | 3, 4, 14, 14E, 16, 3405, 3410 Helyközi buszok Távolsági járatok                                     |
| 24                                  | Felnémet, Egri út                 | 6        | 3, 4, 14, 14E, 16, 3405, 3410                                                                       |
| 25                                  | Felnémet, felsőtárkányi elágazás  | 5        | 3, 4, 14, 14E, 16, 3405, 3410 Helyközi buszok Távolsági járatok                                     |
| 26                                  | Alvégi utca                       | 4        | 3, 4, 14, 16                                                                                        |
| 27                                  | Felnémet, Kovács Jakab út         | 3        | 3, 4, 14, 16                                                                                        |
| 28                                  | Felnémet, Felvégi út              | 2        | 3, 4, 14, 16                                                                                        |
| 29                                  | Felnémet, Pásztorvölgyi lakótelep | 1        | 3, 4, 14, 16                                                                                        |
| 30                                  | Felnémet, Béke út végállomás      | 0        | 3, 4, 14                                                                                            |